# Kina ved sommer-OL 2016
Kina deltog ved Sommer-OL 2016 i Rio de Janeiro som blev arrangeret i perioden 5. august til 21. august 2016.

## Medaljer
| 2016 Rio de Janeiro | Guld | Sølv | Bronze | Totalt |
| Kina                | 26   | 18   | 26     | 70     |

### Medaljevinderne
| Kina under sommer-OL 2016 i Rio de Janeiro | Kina under sommer-OL 2016 i Rio de Janeiro | Kina under sommer-OL 2016 i Rio de Janeiro | Kina under sommer-OL 2016 i Rio de Janeiro  | Kina under sommer-OL 2016 i Rio de Janeiro |
| Medalje                                    | Navn | Sport                                      | Event                                       | Dato                                       |
| ------------------------------------------ | --- | ------------------------------------------ | ------------------------------------------- | ------------------------------------------ |
| Guld                                       | Zhang Mengxue | Skydning                                   | Kvindernes 10 meter luftpistol              | 7. august                                  |
| Guld                                       | Shi Tingmao Wu Minxia | Udspring                                   | Kvindernes synkroniseret 3 meter springbræt | 7. august                                  |
| Guld                                       | Long Qingquan | Vægtløftning                               | Mændenes 56 kg                              | 7. august                                  |
| Guld                                       | Chen Aisen Lin Yue | Udspring                                   | Mændenes synkroniseret 10 meter platform    | 8. august                                  |
| Guld                                       | Sun Yang | Svømning                                   | Mændenes 200 metre fri                      | 8. august                                  |
| Guld                                       | Deng Wei | Vægtløftning                               | Kvindernes 63 kg                            | 9. august                                  |
| Guld                                       | Chen Ruolin Liu Huixia | Udspring                                   | Kvindernes synkroniseret 10 meter platform  | 9. august                                  |
| Guld                                       | Shi Zhiyong | Vægtløftning                               | Mændenes 69 kg                              | 9. august                                  |
| Guld                                       | Xiang Yanmei | Vægtløftning                               | Kvindernes 69 kg                            | 10. august                                 |
| Guld                                       | Ding Ning | Bordtennis                                 | Kvindernes single                           | 10. august                                 |
| Guld                                       | Ma Long | Bordtennis                                 | Mændenes single                             | 11. august                                 |
| Guld                                       | Wang Zhen | Atletik                                    | Mændenes 20 kilometer kapgang               | 12. august                                 |
| Guld                                       | Gong Jinjie Zhong Tianshi | Cykling                                    | Kvindernes holdsprint                       | 12. august                                 |
| Guld                                       | Shi Tingmao | Udspring                                   | Kvindernes 3 meter springbræt               | 14. august                                 |
| Guld                                       | Meng Suping | Vægtløftning                               | Damernes +75 kg                             | 14. august                                 |
| Guld                                       | Cao Yuan | Udspring                                   | Mændenes 3 m springbræt                     | 16. august                                 |
| Guld                                       | Ding Ning Li Xiaoxia Liu Shiwen | Bordtennis                                 | Kvindernes team                             | 16. august                                 |
| Guld                                       | Ma Long Xu Xin Zhang Jike | Bordtennis                                 | Mændenes team                               | 17. august                                 |
| Guld                                       | Zhao Shuai | Taekwondo                                  | Mændenes 58 kg                              | 17. august                                 |
| Guld                                       | Ren Qian | Udspring                                   | Kvindernes 10 m platform                    | 18. august                                 |
| Guld                                       | Fu Haifeng Zhang Nan | Badminton                                  | Herredouble                                 | 19. august                                 |
| Guld                                       | Liu Hong | Athletics                                  | Kvindernes 20 kilometer kapgang             | 19. august                                 |
| Guld                                       | Chen Long | Badminton                                  | Herresingle                                 | 20. august                                 |
| Guld                                       | Chen Aisen | Udspring                                   | Mændenes 10 m platform                      | august 20                                  |
| Guld                                       | Zheng Shuyin | Taekwondo                                  | Kvindernes +67 kg                           | august 20                                  |
| Guld                                       | Kvindernes national volleyball team \| Yuan Xinyue \| \| Lin Li \| \| \| \| Zhu Ting \| \| Ding Xia \| \| \| \| Yang Fangxu \| \| Yan Ni \| \| \| \| Gong Xiangyu \| \| Liu Xiaotong \| \| \| \| Wei Qiuyue \| \| Xu Yunli \| \| \| \| Zhang Changning \| \| Hui Ruoqi \| \| \| | Volleyball                                 | Kvindernes turnering                        | august 20                                  |
| Sølv                                       | Du Li | Skydning                                   | Kvindernes 10 m luftriffel                  | 6. august                                  |
| Sølv                                       | Sun Yang | Svømning                                   | Mændenes 400 m fri                          | 6. august                                  |
| Sølv                                       | Xu Jiayu | Svømning                                   | Mændenes 100 m rygsvømning                  | 8. august                                  |
| Sølv                                       | Lü Xiaojun | Vægtløftning                               | Mændenes 77 kg                              | 10. august                                 |
| Sølv                                       | Li Xiaoxia | Bordtennis                                 | Kvindernes single                           | 10. august                                 |
| Sølv                                       | Zhang Binbin | Skydning                                   | Kvindernes 50 meter riffel, helmatch        | 11. august                                 |
| Sølv                                       | Hao Jialu Sun Yiwen Sun Yujie Xu Anqi | Fægtning                                   | Kvindernes hold med kårde                   | 11. august                                 |
| Sølv                                       | Zhang Jike | Bordtennis                                 | Mændenes single                             | 11. august                                 |
| Sølv                                       | Cai Zelin | Atletik                                    | Mændenes 20 kilometer kapgang               | 12. august                                 |
| Sølv                                       | Tian Tao | Vægtløftning                               | Mændenes 85 kg                              | 12. august                                 |
| Sølv                                       | Dong Dong | Gymnastik                                  | Mændenes trampolin                          | 13. august                                 |
| Sølv                                       | Chen Peina | Sejlsport                                  | Kvindernes RS:X                             | 13. august                                 |
| Sølv                                       | He Zi | Udspring                                   | Kvindernes 3 meter springbræt               | 14. august                                 |
| Sølv                                       | Zhang Wenxiu | Atletik                                    | Kvindernes hammerkast                       | 15. august                                 |
| Sølv                                       | Huang Xuechen Sun Wenyan | Synkronsvømning                            | Kvindernes duet                             | 16. august                                 |
| Sølv                                       | Si Yajie | Udspring                                   | Kvindernes 10 m platform                    | 18. august                                 |
| Sølv                                       | Gu Xiao Guo Li Huang Xuechen Li Xiaolu Liang Xinping Sun Wenyan Tang Mengni Yin Chengxin Zeng Zhen | Synkronsvømning                            | Kvindernes hold                             | 19. august                                 |
| Sølv                                       | Yin Junhua | Boksning                                   | Kvindernes letvægt                          | 19. august                                 |
| Bronze                                     | Yi Siling | Skydning                                   | Kvindernes 10 m luftriffel                  | 6. august                                  |
| Bronze                                     | Sun Yiwen | Fægtning                                   | Kvindernes kårde                            | 6. august                                  |
| Bronze                                     | Pang Wei | Skydning                                   | Mændenes 10 m luftpistol                    | 6. august                                  |
| Bronze                                     | Deng Shudi Lin Chaopan Liu Yang You Hao Zhang Chenglong | Gymnastik                                  | Mændenes artistiske all-around for hold     | 8. august                                  |
| Bronze                                     | Fu Yuanhui | Svømning                                   | Kvindernes 100 m rygsvømning                | 8. august                                  |
| Bronze                                     | Fan Yilin Mao Yi Shang Chunsong Tan Jiaxin Wang Yan | Gymnastik                                  | Kvindernes artistiske all-around for hold   | 9. august                                  |
| Bronze                                     | Cheng Xunzhao | Judo                                       | 90 kg                                       | 10. august                                 |
| Bronze                                     | Cao Yuan Qin Kai | Udspring                                   | Mændenes synkroniseret 3 meter springbræt   | 10. august                                 |
| Bronze                                     | Du Li | Skydning                                   | Kvindernes 50 meter riffel, helmatch        | 11. august                                 |
| Bronze                                     | Shi Jinglin | Svømning                                   | Kvindernes 200 m brystsvømning              | 11. august                                 |
| Bronze                                     | Wang Shun | Svømning                                   | Mændenes 200 m individuel medley            | 11. august                                 |
| Bronze                                     | Huang Wenyi Pan Feihong | Roning                                     | Letvægtsdobbeltsculler                      | 12. august                                 |
| Bronze                                     | Yu Song | Judo                                       | Kvindernes +78 kg                           | 12. august                                 |
| Yuan Xinyue                                | | Lin Li                                     |                                             |                                            |
| Zhu Ting                                   | | Ding Xia                                   |                                             |                                            |
| Yang Fangxu                                | | Yan Ni                                     |                                             |                                            |
| Gong Xiangyu                               | | Liu Xiaotong                               |                                             |                                            |
| Wei Qiuyue                                 | | Xu Yunli                                   |                                             |                                            |
| Zhang Changning                            | | Hui Ruoqi                                  |                                             |                                            |

## Svømning

### Resultater
| Dato           | Disciplin   | H/D    | Udøver                                   | Indledende heat | Indledende heat | Semifinale          | Semifinale          | Finale              | Finale              |
| Dato           | Disciplin   | H/D    | Udøver                                   | Tid             | Placering       | Tid                 | Placering           | Tid                 | Placering           |
| -------------- | ----------- | ------ | ---------------------------------------- | --------------- | --------------- | ------------------- | ------------------- | ------------------- | ------------------- |
| 6. august      | 400 m IM    | Herrer | Wang Shun                                | 4:14,46         | 10              | N/A                 | N/A                 | ude af konkurrencen | ude af konkurrencen |
| 6. august      | 100 m bryst | Herrer | Li Xiang                                 | 59,55           | 11              | 1:00,25             | 13                  | ude af konkurrencen | ude af konkurrencen |
| 6. august      | 100 m bryst | Herrer | Yan Zibei                                | 1:00,88         | =27             | ude af konkurrencen | ude af konkurrencen | ude af konkurrencen | ude af konkurrencen |
| 6. august      | 4x100 m fri | Damer  | Zhu Menghui Sun Meichen Tang Yi Shen Duo | 3:37,25         | 9               | N/A                 | N/A                 | ude af konkurrencen | ude af konkurrencen |
| 7. – 8. august | 100 m ryg   | Damer  | Fu Yuanhui                               | 1:00,02         | 9 Q             | 58,95               | 3 Q                 | 58,76               | Bronze              |
| 7. august      | 100 m ryg   | Damer  | Wang Xueer                               | 1:00,59         | 14 Q            | 1:01,44             | 16                  | ude af konkurrencen | ude af konkurrencen |